# イシアル・ディア
イシアル・ディア（Issiar Dia, 1987年6月8日 - ）はフランス・オー＝ド＝セーヌ県・セーヴル出身の元サッカー選手。元セネガル代表である。現役時代のポジションはミッドフィールダー。

## 経歴

### クラブ
アンリ等を輩出したクレールフォンテーヌ国立研究所で英才教育を受ける。スピードのあるドリブラーであるが、周りを使う事に改善の余地を残す。フランスの下部カテゴリーでの代表歴はあるが、招集され始めたのはUEFA U-17欧州選手権の後である。所属クラブの知名度が低く、注目度は低めだったが、本人は「プレッシャーがかからなくていい」と気にしていないようである。
2016年8月31日、ASナンシーに移籍した。
2017年7月、イェニ・マラティヤスポルに移籍した。

### 代表歴
2008年、セネガル代表として初出場した。

## タイトル
- フェネルバフチェSK

トルコ・シュペルリガ(1):2010-2011
テュルキエ・クパス(1):2012